# Parque nacional de Golestán
El Parque nacional de Golestán (en persa: پارک ملی گلستان) conocido comúnmente como la selva de Golestán (جنگل گلستان), es un área protegida con el estatus de parque nacional en el país asiático de Irán, concretamente en la provincia de Golestán, el noroeste de esa nación. Este parque ha sido área protegida desde 1957 bajo el nombre de "Almeh" y "Yashki" y en 1976, estas dos partes se combinaron y se convirtieron en el parque nacional de Golestán con 91.890 hectáreas de superficie.
El parque está situado en la cordillera oriental Alborz (Elburs) y el borde occidental de la cordillera Kopet Dag. Comprende 91.890 hectáreas. Las elevaciones en el parque están en un rango de 1.000 a 1.400  y 3.300 a 4.600 metros (pies) sobre el nivel del mar.
El parque nacional de Golestán tiene una variedad de hábitats, como bosques templados de hoja ancha, pastizales, matorrales y zonas rocosas. La flora diversa incluye especies como  Eremurus kopetdaghensis, Iris acutiloba subsp. lineolata e Iris kopetdagensis